# Nuoto ai Giochi della XVI Olimpiade - 100 metri dorso maschili
La competizione dei 100 metri dorso maschili di nuoto ai Giochi della XVI Olimpiade si è svolta nei giorni dal 4 al 6 dicembre 1956 allo stadio del nuoto di Melbourne.

## Programma
| Data            | Turno      | Note                                |
| --------------- | ---------- | ----------------------------------- |
| 4 dicembre 1956 | Batterie   | I migliori 16 tempi alle semifinali |
| 5 dicembre 1956 | Semifinali | I migliori 8 tempi alla finale      |
| 6 dicembre 1956 | Finale     |                                     |

## Risultati

### Batterie
| Pos. | Atleta            | Nazione       | Tempo  | Posizione |
| ---- | ----------------- | ------------- | ------ | --------- |
| 1    | Robert Christophe | Francia       | 1'04"2 | 2         |
| 2    | John Hayres       | Australia     | 1'04"4 | 4         |
| 3    | László Magyar     | Ungheria      | 1'06"1 | 7         |
| 4    | Albert Wiggins    | Stati Uniti   | 1'06"2 | 8         |
| 5    | Haydn Rigby       | Gran Bretagna | 1'06"9 | 14        |
| 6    | Ahmed Nazir       | Pakistan      | 1'10"7 | 22        |

| Pos. | Atleta           | Nazione       | Tempo  | Posizione |
| ---- | ---------------- | ------------- | ------ | --------- |
| 1    | Graham Sykes     | Gran Bretagna | 1'06"2 | 8         |
| 2    | Kazuo Tomita     | Giappone      | 1'06"4 | 11        |
| 3    | Gilbert Bozon    | Francia       | 1'06"4 | 11        |
| 4    | Ekkehard Miersch | Germania      | 1'07"5 | 16        |
| 5    | Lincoln Hurring  | Nuova Zelanda | 1'07"5 | 16        |
| 6    | Pedro Cayco      | Filippine     | 1'11"6 | 23        |

| Pos. | Atleta               | Nazione                                                                    | Tempo  | Posizione |
| ---- | -------------------- | -------------------------------------------------------------------------- | ------ | --------- |
| 1    | David Theile         | Australia                                                                  | 1'04"3 | 3         |
| 2    | Yoshinobu Oyakawa    | Stati Uniti                                                                | 1'05"2 | 5         |
| 3    | Keiji Hase           | Giappone                                                                   | 1'06"3 | 10        |
| 4    | John Brockway        | Gran Bretagna                                                              | 1'07"7 | 19        |
| 5    | João Gonçalves Filho | Brasile                                                                    | 1'07"9 | 20        |
| 6    | Cheung Kin Man       | [[Template:AggNaz/HKG 1955-1959 ai Giochi della XVI Olimpiade\|Hong Kong]] | 1'14"0 | 25        |

| Pos. | Atleta         | Nazione        | Tempo  | Pozizione |
| ---- | -------------- | -------------- | ------ | --------- |
| 1    | John Monckton  | Australia      | 1'03"4 | 1         |
| 2    | Frank McKinney | Stati Uniti    | 1'06"0 | 6         |
| 3    | Dieter Pfeifer | Germania       | 1'06"7 | 13        |
| 4    | Ladislav Bačík | Cecoslovacchia | 1'06"9 | 14        |
| 5    | Gérard Coignot | Francia        | 1'07"5 | 16        |
| 6    | Hideo Ninomiya | Giappone       | 1'09"2 | 21        |
| 7    | Lim Heng Chek  | Malesia        | 1'12"4 | 24        |

### Semifinali
| Pos. | Atleta            | Nazione        | Tempo  | Pozizione |
| ---- | ----------------- | -------------- | ------ | --------- |
| 1    | John Monckton     | Australia      | 1'04"1 | 1         |
| 2    | David Theile      | Australia      | 1'04"8 | 3         |
| 3    | Yoshinobu Oyakawa | Stati Uniti    | 1'05"0 | 4         |
| 4    | Graham Sykes      | Gran Bretagna  | 1'06"5 | 8         |
| 5    | Kazuo Tomita      | Giappone       | 1'06"5 | 9         |
| 6    | Dieter Pfeifer    | Germania       | 1'07"6 | 13        |
| 7    | László Magyar     | Ungheria       | 1'07"6 | 13        |
| 8    | Ladislav Bačík    | Cecoslovacchia | 1'07"9 | 16        |

| Pos. | Atleta            | Nazione       | Tempo  | Pozizione |
| ---- | ----------------- | ------------- | ------ | --------- |
| 1    | Robert Christophe | Francia       | 1'04"6 | 2         |
| 2    | John Hayres       | Australia     | 1'05"0 | 4         |
| 3    | Frank McKinney    | Stati Uniti   | 1'05"3 | 6         |
| 4    | Albert Wiggins    | Stati Uniti   | 1'06"4 | 7         |
| 5    | Gilbert Bozon     | Francia       | 1'06"5 | 9         |
| 6    | Keiji Hase        | Giappone      | 1'06"5 | 9         |
| 7    | Ekkehard Miersch  | Germania      | 1'06"6 | 12        |
| 8    | Haydn Rigby       | Gran Bretagna | 1'07"6 | 13        |

### Finale
| Pos.    | Atleta            | Nazione       | Tempo  |
| ------- | ----------------- | ------------- | ------ |
| Oro     | David Theile      | Australia     | 1'02"2 |
| Argento | John Monckton     | Australia     | 1'03"2 |
| Bronzo  | Frank McKinney    | Stati Uniti   | 1'04"5 |
| 4       | Robert Christophe | Francia       | 1'04"9 |
| 5       | John Hayres       | Australia     | 1'05"0 |
| 6       | Graham Sykes      | Gran Bretagna | 1'05"6 |
| 7       | Albert Wiggins    | Stati Uniti   | 1'05"8 |
| 8       | Yoshinobu Oyakawa | Stati Uniti   | 1'06"9 |